# 英格堡·施韦茨曼
英格堡·施韦茨曼（德語：Ingeburg Schwerzmann，1967年6月2日—），旧姓阿尔特霍夫（Althoff），德国女子赛艇运动员。她曾代表西德、德国参加1988年和1992年夏季奥林匹克运动会赛艇比赛，其中1992年奥运会获得一枚银牌。